# Physolaesthus
Physolaesthus is een geslacht van kevers uit de familie van de loopkevers (Carabidae). De wetenschappelijke naam van het geslacht is voor het eerst geldig gepubliceerd in 1850 door Chaudoir.

## Soorten
Het geslacht Physolaesthus omvat de volgende soorten:
- Physolaesthus australis Chaudoir, 1850
- Physolaesthus caviceps (Andrewes, 1936)
- Physolaesthus grandipalpis W.J.Macleay, 1871
- Physolaesthus insularis Bates, 1878
- Physolaesthus limbatus (Broun, 1880)
- Physolaesthus minor (Louwerens, 1956)
- Physolaesthus pallidus Blackburn, 1890
- Physolaesthus ruficollis Sloane, 1900
- Physolaesthus suturalis Castelnau, 1867